# Kari Aalvik Grimsbø
Kari Aalvik Grimsbø (* 4. Januar 1985 in Bergen, Norwegen) ist eine ehemalige norwegische Handballspielerin. Sie spielte bei Győri ETO KC in der höchsten ungarischen Spielklasse und in der norwegischen Handballnationalmannschaft. Mittlerweile ist sie als Trainerin tätig.

## Karriere
Grimsbø begann das Handballspielen mit fünf Jahren bei Børsa/Skaun. Nachdem die Torhüterin anschließend für Orkdal aktiv gewesen war, wechselte sie zu Byåsen IL. Mit Byåsen stand sie 2007 im Finale des Europapokals der Pokalsieger, scheiterte dort jedoch am rumänischen Vertreter CS Oltchim Râmnicu Vâlcea. Ab dem Sommer 2010 stand sie beim dänischen Erstligisten Team Esbjerg unter Vertrag. Ab Anfang November 2012 befand sich Grimsbø in der Babypause. Zur Saison 2013/14 kehrte sie wieder ins Tor von Esbjerg zurück. Im Januar 2015 wechselte sie zum ungarischen Verein Győri ETO KC. Mit Győri gewann sie 2015, 2016, 2018 und 2019 den ungarischen Pokal, 2016, 2017, 2018 und 2019 die ungarische Meisterschaft sowie 2017, 2018 und 2019 die EHF Champions League. Nach der Saison 2019/20 beendete sie ihre Karriere. Nachdem Byåsen im März 2022 seinen Trainer entlassen hatte, gehörte Grimsbø dem Trainerteam der Erstligamannschaft an. Im April 2022 übernahm sie zusätzlich das Torwarttraining der norwegischen Juniorinnennationalmannschaft. Als Byåsen im Oktober 2022 Probleme auf der Torwartposition hatte, stand Grimsbø im Erstligaspiel gegen Larvik HK zwischen den Pfosten.
Grimsbø absolvierte 173 Partien für die norwegische Auswahl. Mit dem norwegischen Team gewann sie 2006, 2008, 2010, 2014 und 2016 die Europameisterschaft. Nach dem ersten Spiel der EM 2014 fiel sie verletzungsbedingt aus. Bei der Weltmeisterschaft 2007 in Frankreich wurde sie Vizeweltmeisterin. Ein Jahr später holte sie sich bei den Olympischen Spielen die Goldmedaille. Sie gehörte zum Aufgebot ihres nationalen Verbandes bei der Weltmeisterschaft 2009 in China. Bei der WM 2011 und WM 2015 gewann sie jeweils den WM-Titel. Im Sommer 2012 nahm Grimsbø erneut an den Olympischen Spielen in London teil, wo sie wiederum die Goldmedaille gewann. Des Weiteren wurde sie in das All-Star-Team des Turniers gewählt. Bei den Olympischen Spielen 2016 in Rio de Janeiro gewann sie die Bronzemedaille. Ein Jahr später gewann sie die Silbermedaille bei der Weltmeisterschaft in Deutschland.